# معهد شنغهاي للخلايا الجذعية
معهد شنغهاي للخلايا الجذعية يقع في مدينة شنغهاي في الصين، و يهتم هذا المعهد بعلم الخلايا الجذعية. المعهد أحد مرافق جامعة شانغهاي جياو تونغ الحكومية، تحت إدارة كلية الطب في الجامعة. في شهر نوفمبر من عام 2007 أقيمت أول ندوة في جامعة جياو تونغ عن علم الخلايا الجذعية، وحضر تلك الندوة أكثر من 500 عالم متخصص في علم الخلايا الجذعية منهم قرابة 100 من غير الصينين. كانت تلك الندوة كافية لوضعة من بين مصافي المعاهد العالمية.
- جامعة شانغهاي جياو تونغ
- خط الخلايا الجذعية
- وحدة أبحاث الخلايا الجذعية